# Berengario I di Neustria
Berengario, in francese Bérenger (prima metà del IX secolo – tra il 14 e il 15 giugno tra l'879 e l'882), fu marchese di Neustria, dopo l'861 fino all'865.

## Origine
Fu un nobile carolingio discendente da una famiglia installata nella zona orientale del regno dei Franchi. Suo padre era il conte di Lahngau, Gerardo († prima dell'879) , e sua madre la sorella di Ernesto, conte nel Nordgau, Alsazia, capostipite dei duchi di Baviera.

## Biografia
Berengario I e i fratelli Udo e Waldone, secondo gli Annales Fuldenses, nell'861, furono esiliati da Ludovico II il Germanico, alla dieta di Ratisbona, in cui aveva radunato gli ottimati della regione e dove il loro zio Ernesto, suocero di Carlomanno di Baviera della stirpe degli Ernestini, era stato privato di tutti gli onori. Udo e Berengario si rifugiarono nel regno dei Franchi Occidentali, dove il re Carlo il Calvo, li ricevette con favore e li colmò di onori.
Non molto tempo dopo, Carlo il Calvo insignì Berengario ed il fratello Udo del titolo di marchesi di Neustria per combattere i Vichinghi, in ausilio ad Adalardo il Siniscalco, anche lui esiliato da Ludovico II e rifugiato da Carlo il Calvo..
Nell'865, sempre secondo gli Annales Bertiniani, i tre marchesi di Neustria, Adalardo, con i suoi parenti, Berengario ed il fratello Udo combatterono i Vichinghii. Nello stesso anno, tuttavia, Carlo il Calvo concesse il titolo di marchese di Neustria per combattere i Vichinghi a Goffredo del Maine, che minacciava di allearsi a Salomone di Bretagna, intenzionato ad attaccare il regno dei Franchi occidentali (mentre il titolo di marchese di Neustria per combattere i Bretoni rimase appannaggio di Roberto il Forte).
Nell'866, Carlomanno di Baviera, reintegrato nelle sue funzioni dal padre, Ludovico II, promise ai conti Berengario e suo fratello, Udo di reintegrarli nei loro onori se l'avessero sostenuto nella ribellione contro il padre
Non si conosce la data esatta della morte di Udo, ma avvenne tra l'879 e l'882, comunque tra il 14 ed il 15 giugno, come riportato dai necrologi della cattedrale di Verdun.

## Discendenza
Della moglie di Berengario non si conosce né il nome né gli ascendenti. Comunque da lei Berengario ebbe 2 figli:
- Ildeberto (?-18 settembre dopo l'882), si conosce solo il giorno della morte dai necrologi della cattedrale di Verdun[2]
- Berengario (?- prima del 18 settembre 882), citato in un documento in suffragio del fratello, Ildeberto[2].

## Ascendenza
|                          |   |                      | Genitori            |  |  | Nonni |  |  | Bisnonni          |  |  | Trisnonni           |  |
|                          |   |                      |                     |  |  |       |  |  | Adriano d'Orléans |  |  | Geroldo di Vintzgau |  |
|                          |   |                      |                     |  |  |       |  |  | Adriano d'Orléans |  |  | Geroldo di Vintzgau |  |
|                          |   | Emma d'Alemannia     |                     |  |  |       |  |  | Adriano d'Orléans |  |  |                     |  |
| Oddone d'Orléans         |   |                      |                     |  |  |       |  |  | Adriano d'Orléans |  |  |                     |  |
|                          |   | Waldrada             | Alleaume di Autun   |  |  |       |  |  |                   |  |  |                     |  |
|                          |   | Waldrada             | Alleaume di Autun   |  |  |       |  |  |                   |  |  |                     |  |
|                          |   | Waldrada             | …                   |  |  |       |  |  |                   |  |  |                     |  |
| Gebardo di Lahngau       |   | Waldrada             |                     |  |  |       |  |  |                   |  |  |                     |  |
|                          |   | Leotardo I di Parigi | Gerardo I di Parigi |  |  |       |  |  |                   |  |  |                     |  |
|                          |   | Leotardo I di Parigi | Gerardo I di Parigi |  |  |       |  |  |                   |  |  |                     |  |
|                          |   | Leotardo I di Parigi | Rotrude             |  |  |       |  |  |                   |  |  |                     |  |
| Engeltrude di Fézensac   |   | Leotardo I di Parigi |                     |  |  |       |  |  |                   |  |  |                     |  |
|                          |   | Grimilde             | …                   |  |  |       |  |  |                   |  |  |                     |  |
|                          |   | Grimilde             | …                   |  |  |       |  |  |                   |  |  |                     |  |
|                          |   | Grimilde             | …                   |  |  |       |  |  |                   |  |  |                     |  |
| Berengario I di Neustria |   | Grimilde             |                     |  |  |       |  |  |                   |  |  |                     |  |
|                          | … | …                    |                     |  |  |       |  |  |                   |  |  |                     |  |
|                          | … | …                    |                     |  |  |       |  |  |                   |  |  |                     |  |
|                          | … | …                    |                     |  |  |       |  |  |                   |  |  |                     |  |
| …                        | … |                      |                     |  |  |       |  |  |                   |  |  |                     |  |
|                          |   | …                    | …                   |  |  |       |  |  |                   |  |  |                     |  |
|                          |   | …                    | …                   |  |  |       |  |  |                   |  |  |                     |  |
|                          |   | …                    | …                   |  |  |       |  |  |                   |  |  |                     |  |
| …                        |   | …                    |                     |  |  |       |  |  |                   |  |  |                     |  |
|                          |   | …                    | …                   |  |  |       |  |  |                   |  |  |                     |  |
|                          |   | …                    | …                   |  |  |       |  |  |                   |  |  |                     |  |
|                          |   | …                    | …                   |  |  |       |  |  |                   |  |  |                     |  |
| …                        |   | …                    |                     |  |  |       |  |  |                   |  |  |                     |  |
|                          |   | …                    | …                   |  |  |       |  |  |                   |  |  |                     |  |
|                          |   | …                    | …                   |  |  |       |  |  |                   |  |  |                     |  |
|                          |   | …                    | …                   |  |  |       |  |  |                   |  |  |                     |  |
|                          |   | …                    |                     |  |  |       |  |  |                   |  |  |                     |  |

### Fonti primarie
- (LA)  Annales Bertiniani.
- (LA)  Annales Fuldenses; sive, Annales regni Francorum orientalis ab Einhardo, Ruodolfo, Meginhardo....

### Letteratura storiografica
- René Poupardin, I regni carolingi (840-918), in Storia del mondo medievale, vol. II, 1999, pp. 583–635
- Allen Mayer, I vichinghi, in Storia del mondo medievale, vol. II, 1999, pp. 734–769